# Pływanie na otwartym akwenie na Mistrzostwach Świata w Pływaniu 2019
Pływanie na otwartym akwenie na 18. Mistrzostwach Świata w Pływaniu odbyło się w dniach 13–19 lipca 2019 r. w parku oceanicznym EXPO w Yeosu.

## Harmonogram
Zostało rozegranych siedem konkurencji.
| Data     | Godzina UTC+09:00 | Godzina CEST | Konkurencja    |
| -------- | ----------------- | ------------ | -------------- |
| 13 lipca | 08:00             | 01:00        | 5 km mężczyzn  |
| 14 lipca | 08:00             | 01:00        | 10 km kobiet   |
| 16 lipca | 08:00             | 01:00        | 10 km mężczyzn |
| 17 lipca | 08:00             | 01:00        | 5 km kobiet    |
| 18 lipca | 08:00             | 01:00        | 5 km drużynowo |
| 19 lipca | 08:00             | 01:00        | 25 km mężczyzn |
| 19 lipca | 08:05             | 01:05        | 25 km kobiet   |

## Medaliści

### Mężczyźni
| Konkurencja       | Złoto                      | Złoto     | Srebro                         | Srebro    | Brąz                        | Brąz      |
| Konkurencja       | Zawodnik                   | Czas      | Zawodnik                       | Czas      | Zawodnik                    | Czas      |
| 5 km (szczegóły)  | Kristóf Rasovszky · Węgry  | 53:22,1   | Logan Fontaine · Francja       | 53:32,2   | Eric Hedlin · Kanada        | 53:32,4   |
| 10 km (szczegóły) | Florian Wellbrock · Niemcy | 1:47:55,9 | Marc-Antoine Olivier · Francja | 1:47:56,1 | Rob Muffels · Niemcy        | 1:47:57,4 |
| 25 km (szczegóły) | Axel Reymond · Francja     | 4:51:06,2 | Kiriłł Bielajew · Rosja        | 4:51:06,5 | Alessio Occhipinti · Włochy | 4:51:09,5 |

### Kobiety
| Konkurencja       | Złoto                        | Złoto     | Srebro                             | Srebro    | Brąz                                                 | Brąz      |
| Konkurencja       | Zawodniczka                  | Czas      | Zawodniczka                        | Czas      | Zawodniczka                                          | Czas      |
| 5 km (szczegóły)  | Ana Marcela Cunha · Brazylia | 57:56,0   | Aurélie Muller · Francja           | 57:57,0   | Hannah Moore · Stany ZjednoczoneLeonie Beck · Niemcy | 57:58,0   |
| 10 km (szczegóły) | Xin Xin · Chiny              | 1:54:47,2 | Haley Anderson · Stany Zjednoczone | 1:54:48,1 | Rachele Bruni · Włochy                               | 1:54:49,9 |
| 25 km (szczegóły) | Ana Marcela Cunha · Brazylia | 5:08:03,0 | Finnia Wunram · Niemcy             | 5:08:11,6 | Lara Grangeon · Francja                              | 5:08:21,2 |

### Zespół
| Konkurencja        | Złoto                                                         | Złoto   | Srebro                                                                                    | Srebro  | Brąz                                                                                        | Brąz    |
| Konkurencja        | Zawodnicy                                                     | Czas    | Zawodnicy                                                                                 | Czas    | Zawodnicy                                                                                   | Czas    |
| Zespół (szczegóły) | Niemcy · Lea Boy · Sarah Köhler · Sören Meißner · Rob Muffels | 53:58,7 | Włochy · Rachele Bruni · Giulia Gabbrielleschi · Domenico Acerenza · Gregorio Paltrinieri | 53:58,9 | Stany Zjednoczone · Haley Anderson · Jordan Wilimovsky · Ashley Twichell · Michael Brinegar | 53:59,0 |

## Klasyfikacja medalowa
| Miejsce | Państwo           | Złoto | Srebro | Brąz | Razem |
| ------- | ----------------- | ----- | ------ | ---- | ----- |
| 1.      | Niemcy            | 2     | 1      | 2    | 5     |
| 2.      | Brazylia          | 2     | 0      | 0    | 2     |
| 3.      | Francja           | 1     | 3      | 1    | 5     |
| 4.      | Chiny             | 1     | 0      | 0    | 1     |
| 4.      | Węgry             | 1     | 0      | 0    | 1     |
| 6.      | Stany Zjednoczone | 0     | 1      | 2    | 3     |
| 6.      | Włochy            | 0     | 1      | 2    | 3     |
| 8.      | Rosja             | 0     | 1      | 0    | 1     |
| 9.      | Kanada            | 0     | 0      | 1    | 1     |
| Razem   | Razem             | 7     | 7      | 8    | 22    |